# Лёгкие колёса
«Лёгкие колеса» (англ. Easy Wheels) — фильм 1989 года, низкобюджетный боевик-комедия режиссёра Дэвида О’Мэйли.

## Сюжет
Репортёр-газетчик едет на Средний Запад США расследовать загадочные пропажи детей в штате Айова. В это же время в Айову с разных сторон въезжают два мотоклуба — «Bourne Losers» (именно так) во главе с Брюсом и «Woman of the Wolves», который возглавляет красавица-байкерша по прозвищу Волчица. Двум клубам тесно в одном штате, особенно если учесть, что «Женщины волка» — убеждённые феминистки, а «Рождённые неудачниками» — действительно неудачники, считающие себя неотразимыми мачо.
Брюс немедленно влюбляется в Волчицу, остальные «неудачники» ухитряются переспать с «волчицами». Однако через некоторое время оказывается, что детишек крадут «Женщины волка» и мальчиков продают, а девочек воспитывают в своём духе. Смогут ли «неудачники» остановить «Женщин Волка»? Это выяснится после битвы в заброшенном карьере.

## В ролях
- Пол Ле Мат — Брюс
- Эйлин Дэвидсон — Волчица
- Марджори Бренсфилд — Венди
- Джон Мэник — Профессор
- Барри Ливингстон — репортер
- Марк Холтон — Животное
- Тереза Рэндл — Туз
- Джами Ричардс — Мерилли
- Карен Рассел — Кенди
- Роберта Васкес — Тондалео